# Aldi Danmark
Aldi Danmark var den danska delen av den tyska dagligvarukedjan Aldi. Aldikedjan består av två separata koncerner och danska Aldi drevs av Aldi Nord. Aldi etablerade sig i Danmark 1977 och lämnade landet 2023.
Verksamheten drevs genom åren i olika bolag med ett holdingbolag kallat Aldi Holding ApS. Aldi Holding ApS bytte år 2018 namn till Aldi Danmark ApS. Med tiden koncentrerades verksamheten i detta bolag. Huvudkontoret låg länge i Karlslunde med flyttade 2013 till Albertslund.

## Historik

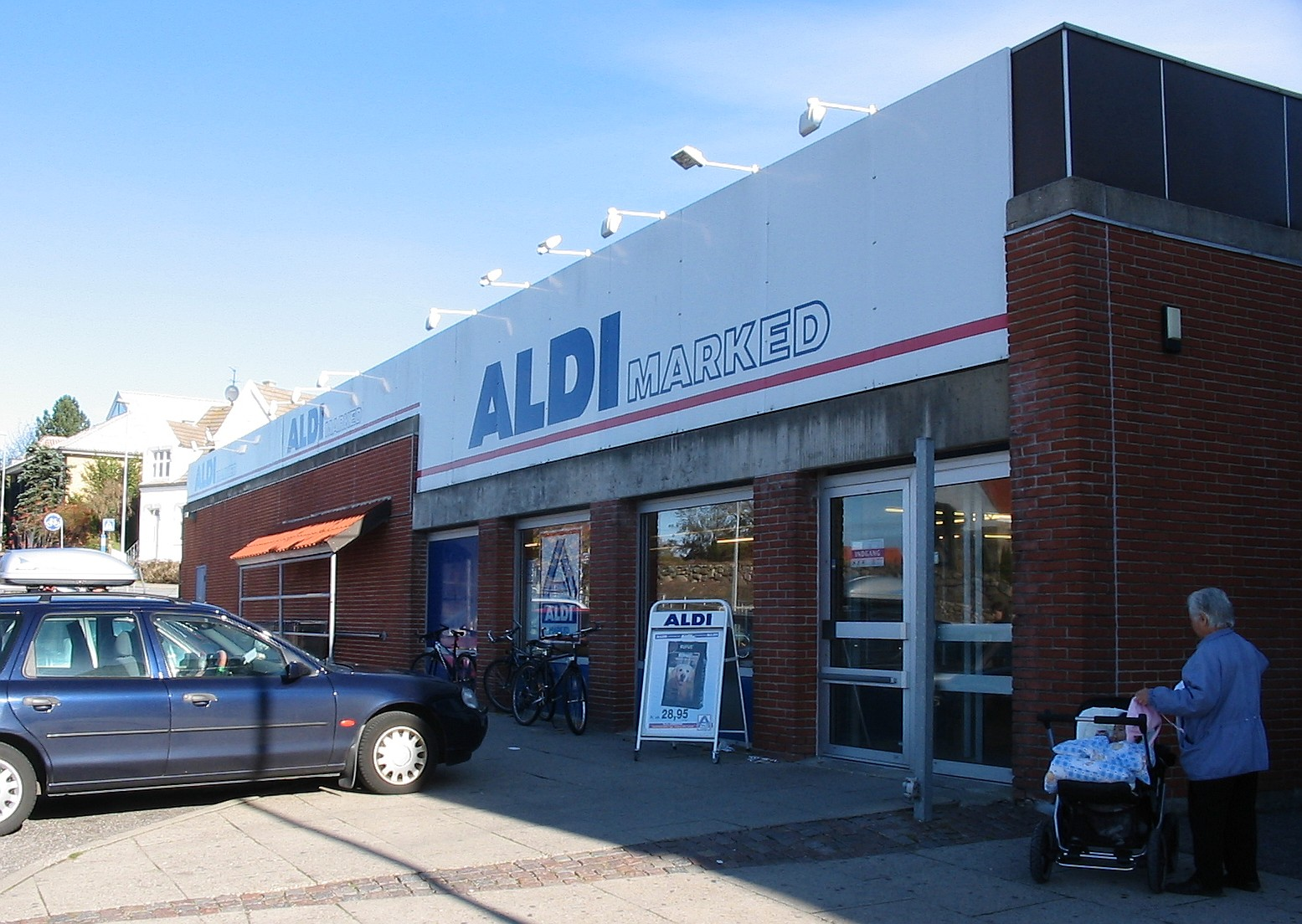
Aldi i Hjørring 2004.

Den första danska Aldi-butiken öppnade den 3 november 1977 på Hundige Strandvej 192 i Greve. Under 1977 öppnade man även i Glostrup och på Nørrebro.
Aldi var först med hard discount-konceptet i Danmark, men fick snart konkurrens i form av Netto och Fakta som öppnade sina första butiker 1981. Både Netto och Fakta skulle med tiden växa och bli större än Aldi i Danmark. Senare kom fler konkurrenter i form av Rema 1000 år 1994, Lidl år 2005 och Kiwi år 2010.
Aldi i Danmark gick med förlust i tjugo år innan man kunde visa vinst. Först år 2002 betalade man bolagsskatt i Danmark.
Danska Aldi visade överskott för år 2009, men gick därefter med förlust under hela 2010-talet. Under den här perioden gick Netto och Rema 1000 bra och Lidl satsade stort på den danska marknaden. Under år 2014 gick Netto och Rema 1000 med vinst medan Fakta, Lidl, Aldi och Kiwi gick med förlust. Året därpå hade även Lidl börjat gå med vinst. För Aldi kom förlusterna med tiden att uppgå till 100-tals miljoner danska kronor varje år och perioden 2011-2018 gick man sammanlagt back 1,9 miljarder.

### Modernisering efter 2017

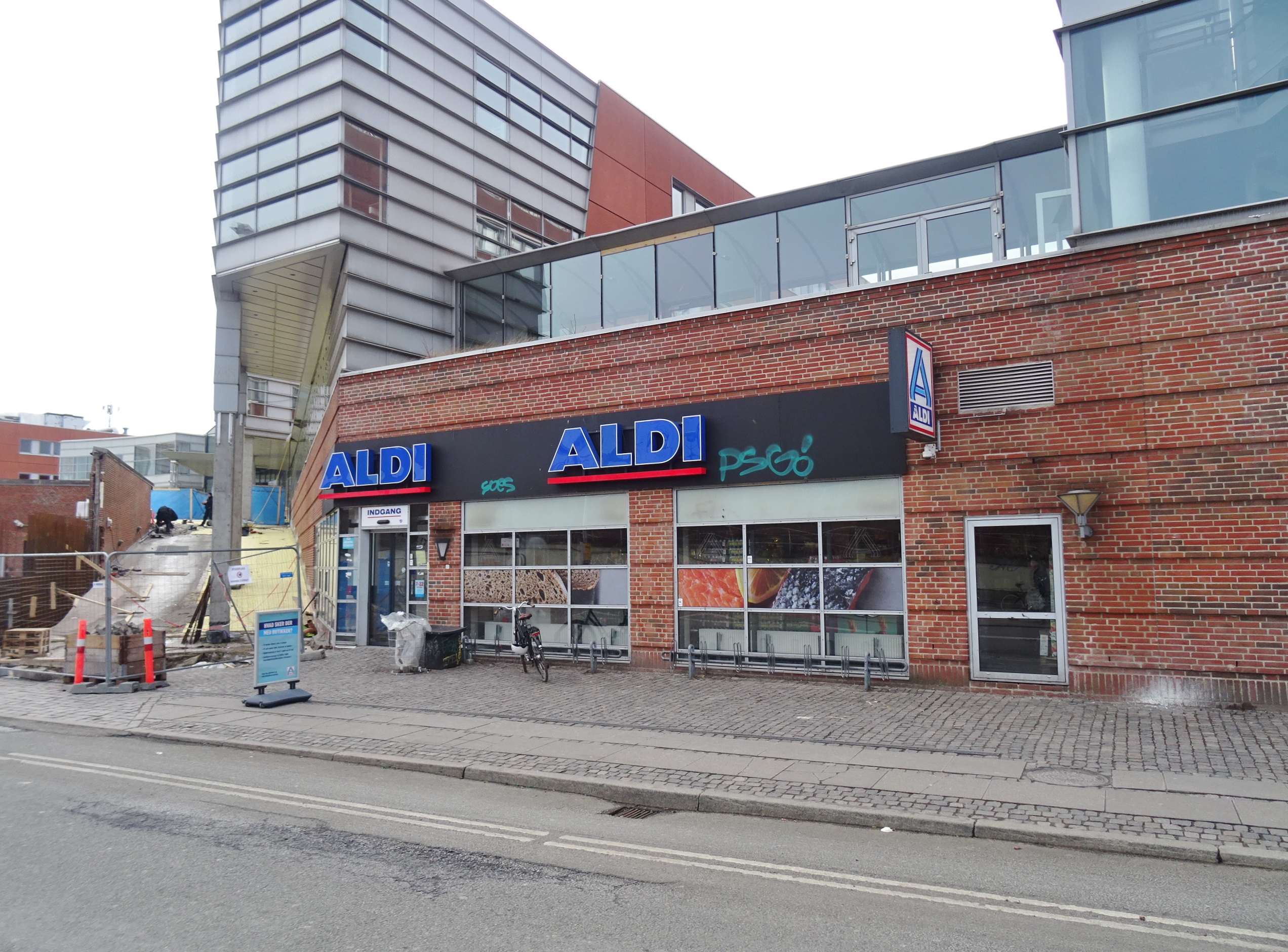
Aldi på Østerbro.

I början av år 2017 hade Aldi över 220 butiker i Danmark. Den 30 maj 2017 meddelade Aldi att man skulle stänga 32 butiker, inklusive den ursprungliga på Hundige Strandvej i Greve. Därefter meddelande man att man skulle göra en större nysatsning på större och modernare butiker. Hösten 2017 rekryterade man Lidls tidigare chef Finn Tang till ny chef för Aldi i Danmark.
År 2018 sjösattes en omfattande plan för att investera i de butiker man hade. Därefter satsades mycket på att renovera och nyöppna butiker. Aldi hade historiskt undvikit TV-reklam, men i maj 2019 lanserade man för första gången en TV-reklamkampanj kallad "AL’DI ting du ikke vidste" i regi av Tomas Villum Jensen.

### Aldi lämnar Danmark 2023
Den 9 december 2022 meddelade Aldi att man planerade att lämna den danska marknaden. Ett avtal tecknades med Rema 1000 om övertagande av 114 av Aldis då 188 butiker samt samtliga tre logisitikcentraler. Senare meddelades att några butiker skulle säljas till Salling Group (Nettos ägare, 11 st), Lidl (4 st) och Coop (1 st).
Affären mellan Rema 1000 och Aldi godkändes slutligen i augusti 2023. Som villkor för godkännandet skulle Rema 1000 sälja vidare några av de Aldibutiker man fått ta över, vilket ledde till att Lidl fick ta över ytterligare tio butiker. Dagrofa fick ta över sju butiker, varav fem tidigare Aldi och två tidigare Rema 1000.
De sista danska Aldibutikerna stängde den 30 november 2023.
En genomgång gjord av tidningen Børsen visade att Aldi Danmarks tyska ägare hade gjort kapitalinskott om sammanlagt 6,4 miljarder danska kronor 1986–2022. Av dessa hade 5,7 miljarder spenderats sedan 2013, kopplat till de moderniseringar som gjorts sedan 2017. Köpeskillingen för de delar av Aldi som togs över av Rema 1000 hölls hemlig enligt en överenskommelse mellan parterna.